# جوزيف بونيت (ملحن)
جوزيف بونيت (بالفرنسية: Joseph Bonnet)‏ هو عازف الأرغن وملحن فرنسي، ولد في 17 مارس 1884 في بوردو في فرنسا، وتوفي في 2 أغسطس 1944 في ريموسكي في كندا.

## وصلات خارجية
- الموقع الرسمي
- جوزيف بونيت على موقع ميوزك برينز (الإنجليزية)
- جوزيف بونيت على موقع ديسكوغز (الإنجليزية)